# Grivco
A Grupul Industrial Voiculescu si Compania (Grivco) SA 1991-ben alapított romániai cégcsoport, amelynek tulajdonosa Dan Voiculescu román politikus és üzletember családja. A több mint 350 millió dollárra becsült holding több mint 20 különböző profilú vállalatból áll: média, kereskedelem, bankok, pénzügy, szolgáltatások, termelés, mezőgazdaság.
2001 óta, amikor a Konzervatív Párt és annak vezetője, Dan Voiculescu bekerült a kormányba, a holdingot Camelia Voiculescu kezdte irányítani. Miután átadta lányának a holding vezetését, Dan Voiculescu maradt a Grivco holding többségi részvényese.
A Grivco márka jelenleg nincs regisztrálva az OSIM-nél (Állami Találmányi és Védjegyhivatal).
A grivco.ro internetes domaint magánszemélyként regisztrálták.
A Grivco csoport a nemzetközi piacokon is jelen van, képviselettel rendelkezik Kairóban, Isztambulban, Moszkvában, Belgrádban, Pekingben, Bejrútban.
A cégcsoport legismertebb cége a Trustul Intact, amelybe az Antena 1 (általános), az Antena 3 (híradó) és a Happy Channel (életmód) tévécsatornák, a Jurnalul Național, a Gazeta Sporturilor, a Săptămâna Financiară és a Top Gear című újságok, a Radio Romantic FM és a News FM rádióállomások tartoznak. A Grivco csoporthoz tartozik a Grivco Energy energiavállalat is, amely 2006-ban érintett volt a Rovinari és a Turceni hőerőművek által szolgáltatott energia botrányában. A 2005 novembere és decembere között megkötött megterhelő szerződések 15,7 millió lej kárt okoztak a két energiakomplexumnak. Ezek a kedvezményes szerződések hét olyan társaságot részesítettek előnyben, amelyek a két hőerőmű termelési költségeinél alacsonyabb árakon vásároltak energiát (24/24 órában).

## A Grivco holding tevékenységi területei
- média (az Intact tröszt)
- üzleti és vezetési tanácsadás
- alkalmazott kutatás és befektetés
- tejtermékek gyártása
- mezőgazdasági termékek előállítása
- terjesztés
- éttermek

## Fordítás
Ez a szócikk részben vagy egészben  a   Holdingul GRIVCO című román Wikipédia-szócikk ezen változatának fordításán alapul.  Az eredeti cikk szerkesztőit annak laptörténete sorolja fel. Ez a jelzés csupán a megfogalmazás eredetét és a szerzői jogokat jelzi, nem szolgál a cikkben szereplő információk forrásmegjelöléseként.